# Penthouse (Zeitschrift)
Penthouse ist ein in zahlreichen Ländern und Sprachen monatlich erscheinendes Männermagazin. Es wurde 1965 vom Amerikaner Bob Guccione in Großbritannien gegründet, behauptete sich aber auch bald in den USA als Alternative zum Playboy-Magazin. Die fotografischen Darstellungen bewegen sich zwischen erotischer Fotografie und Pornografie. Zu seinen Hochzeiten erreichte es in den USA eine Millionenauflage.

## Geschäftsmodell
Im Vergleich zum Playboy zeichnete sich Penthouse von Beginn an durch eine größere Freizügigkeit in den Fotostrecken aus. Den Schritt zur Abbildung zunächst weiblicher, später auch männlicher primärer Geschlechtsmerkmale und simulierter Sexszenen vollzog Penthouse einige Zeit vor seinem Konkurrenten. Seit den 1970er Jahren hatte das Blatt jedoch zunehmend mit der Konkurrenz von Hardcore-orientierten Zeitschriften wie Larry Flynts Hustler zu kämpfen.

## Geschichte
Die vermutlich berühmteste Ausgabe des Penthouse war die Septembernummer 1984, in der die damalige Miss America Vanessa Williams bei simulierten lesbischen Liebesspielen zu sehen war. Ins Schlaglicht geriet die Ausgabe zudem einige Jahre später, als bekannt wurde, dass die im Centerfold posierende Traci Lords zum Zeitpunkt der Aufnahmen erst fünfzehn Jahre alt war.
Bekannt ist zudem die Leserbrief-Sektion Penthouse Forum, in der die Leser ihre (angeblichen) sexuellen Eskapaden schildern.

### Penthouse Pets
Das Magazin bestimmt monatlich und jährlich eine Frau als Penthouse Pet des Monats bzw. des Jahres. Bekannte Penthouse Pets der US-Ausgabe waren unter anderem Zdenka Podkapová, Kyla Cole, Racquel Darrian, Teanna Kai, Dahlia Grey, Silvia Saint, Devinn Lane, Chloe Jones, Dyanna Lauren, Jamie Lynn, Nikki Tyler, Monique Gabrielle, Brigitta Bui, Taylor Wane, Vicca, Heather Vandeven und Briana Banks.

## Fotografen
In den letzten 10 Jahren haben bekannte Fotografen wie Manfred Baumann, Stefan Dokoupil oder Martin Wieland für das Penthouse-Magazin fotografiert. Zum 50-jährigen Jubiläum 2015 wurde Christian-Arne de Groot zum neuen Penthouse-Fotografen für die DACH-Region. Unter anderem hat er auch in Cannes die offizielle Penthouse-Jubiläums-Party fotografiert.

## Verschärfung
1998 wechselte das Magazin angesichts der einfachen Verfügbarkeit von Internetpornographie und der Konkurrenz seitens weniger expliziter Herrenmagazine wie Maxim in das Hardcore-Segment und druckte auch Penetrationen. Zudem waren fortan Fotostrecken im Programm, die bisher Fetisch-orientierten Spartenblättern vorbehalten gewesen waren.

## Wirtschaftliche Schwierigkeiten
Auch diese Maßnahmen konnten jedoch den Auflagenrückgang nicht aufhalten. Guccione wurde 2002 der Bilanzfälschung bezichtigt. Der Mutterverlag des Magazins, General Media, häufte rund 50 Millionen Dollar Schulden an und musste im August 2003 Gläubigerschutz beantragen. Der Beate-Uhse-Konzern bot rund 52 Millionen Dollar für den Verlag, konnte sich jedoch nicht durchsetzen. Den Zuschlag erhielt letztlich der Immobilienmagnat Marc Bell, der den Inhalt des Blattes, das nun in seiner Penthouse Media Group erscheint, seit Anfang 2005 wieder „zahmer“ gestaltet.

## Lizenzausgaben
Penthouse erscheint zudem in zahlreichen Ländern und Sprachen in Lizenzausgaben. Die seit 1980 erscheinende deutschsprachige Version wurde im August 2002 eingestellt.
Ein Relaunch versuchte im August 2003 der Düsseldorfer Publitas Verlag unter der Leitung der beiden Chefredakteure Benjamin M. Wördehoff und Christian Müller; bereits im Januar 2004 wurde die Zeitschrift wegen Unwirtschaftlichkeit wieder eingestellt. Mit der Januar-Ausgabe 2006 versuchte sich der Münchener Verlag BMB Medien GmbH erneut an der Etablierung einer deutschen Ausgabe. Im Mai 2006 stellte auch dieser Herausgeber das Erscheinen nach nur fünf Ausgaben ein – die angekündigte Ausgabe für den 17. Mai 2006 blieb bereits aus.
Am 18. Juli 2006 unternahm der Münchener Verlag Lightspeed Media/Mountains Publishing einen Versuch. Ende 2007 löste Kurt Molzer den bisherigen Chefredakteur Markus Boden ab. Molzer verließ das Heft mit der Mai-Ausgabe 2009. Der nächste deutsche Chefredakteur war Teddy Hoersch.
Im Oktober 2009 kündigte der US-amerikanische Lizenzgeber dem deutschen Lizenznehmer Mountains Publishing den Vertrag für Penthouse fristlos. Die deutschsprachige Penthouse wurde ab Januar 2010 vom Wiener Verlag Sinon Media übernommen. Neuer Chefredakteur wurde wieder Markus Boden. Das Unternehmen ließ die Zeitschrift zunächst vom Standort München aus erstellen. Nach erneuten Problemen beim Lizenznehmer der deutschsprachigen Ausgabe im Juni 2010 erscheint das Heft im österreichischen Verlag Sinon Media. Seit 2015 wird es von Borgmeier Media im Zweimonatsrhythmus veröffentlicht.